# Cité de l'Ermitage
La cité de l'Ermitage est une voie du 20e arrondissement de Paris, en France.

## Situation et accès
La cité de l'Ermitage est une voie publique située dans le 20e arrondissement de Paris. Elle débute au 113, rue de Ménilmontant et se termine en impasse.
Elle comprend une première allée, assez large, qui conduit à une petite placette quasi circulaire qui se continue par une seconde allée, très ombragée et beaucoup plus étroite, qui se termine en cul-de sac.

Les différents composants de la cité
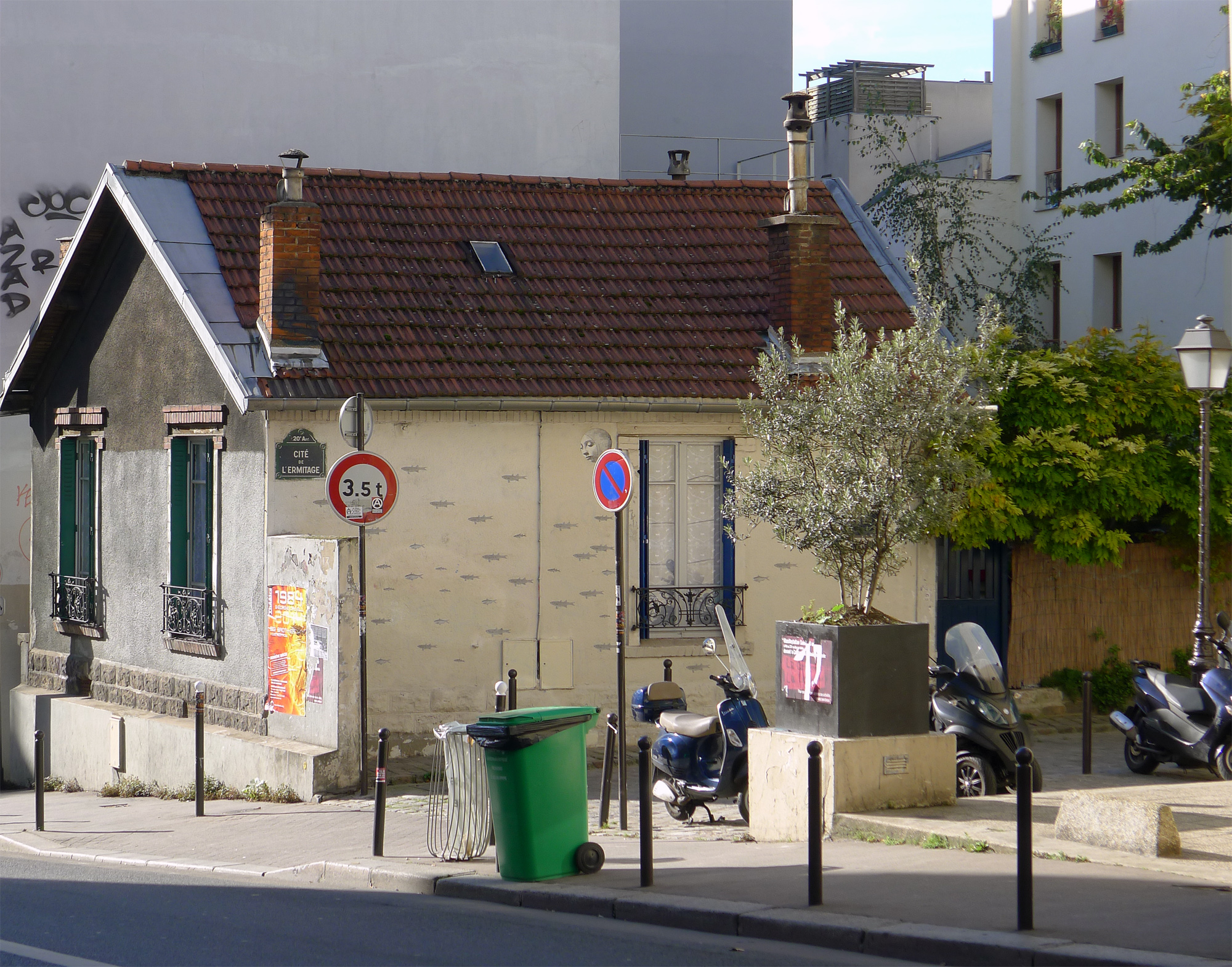
Entrée de la cité, rue de Ménilmontant.
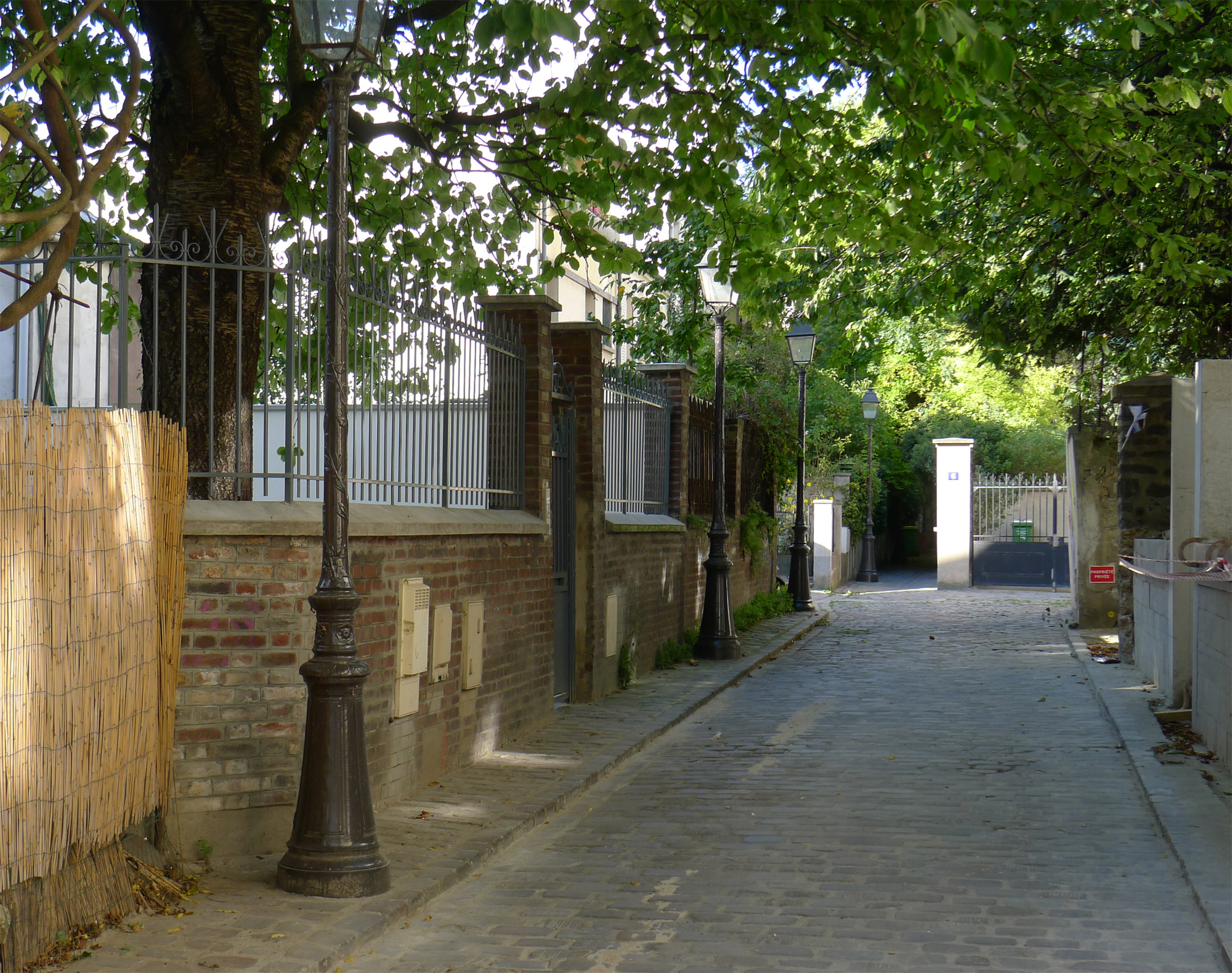
Première partie.

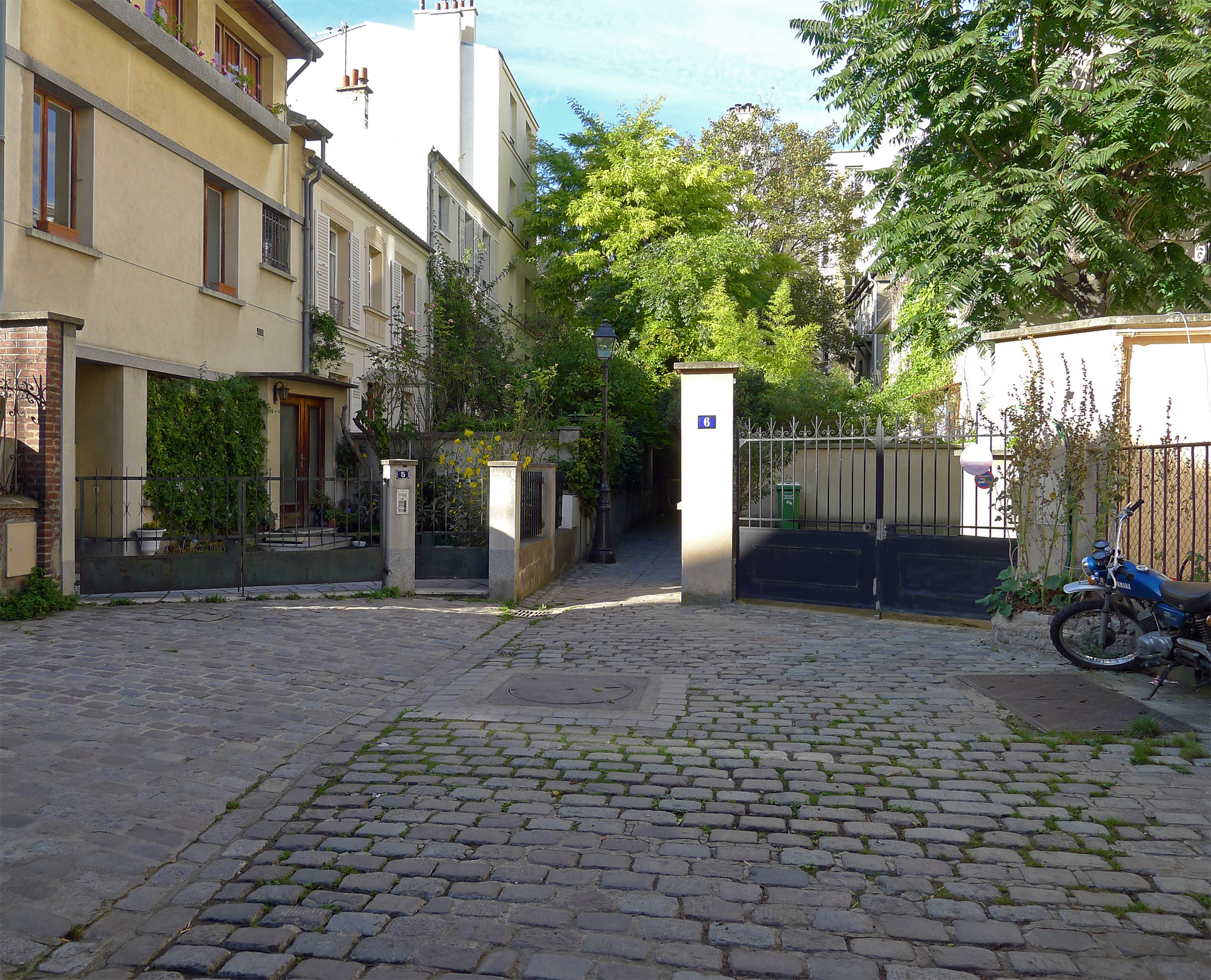
Placette.
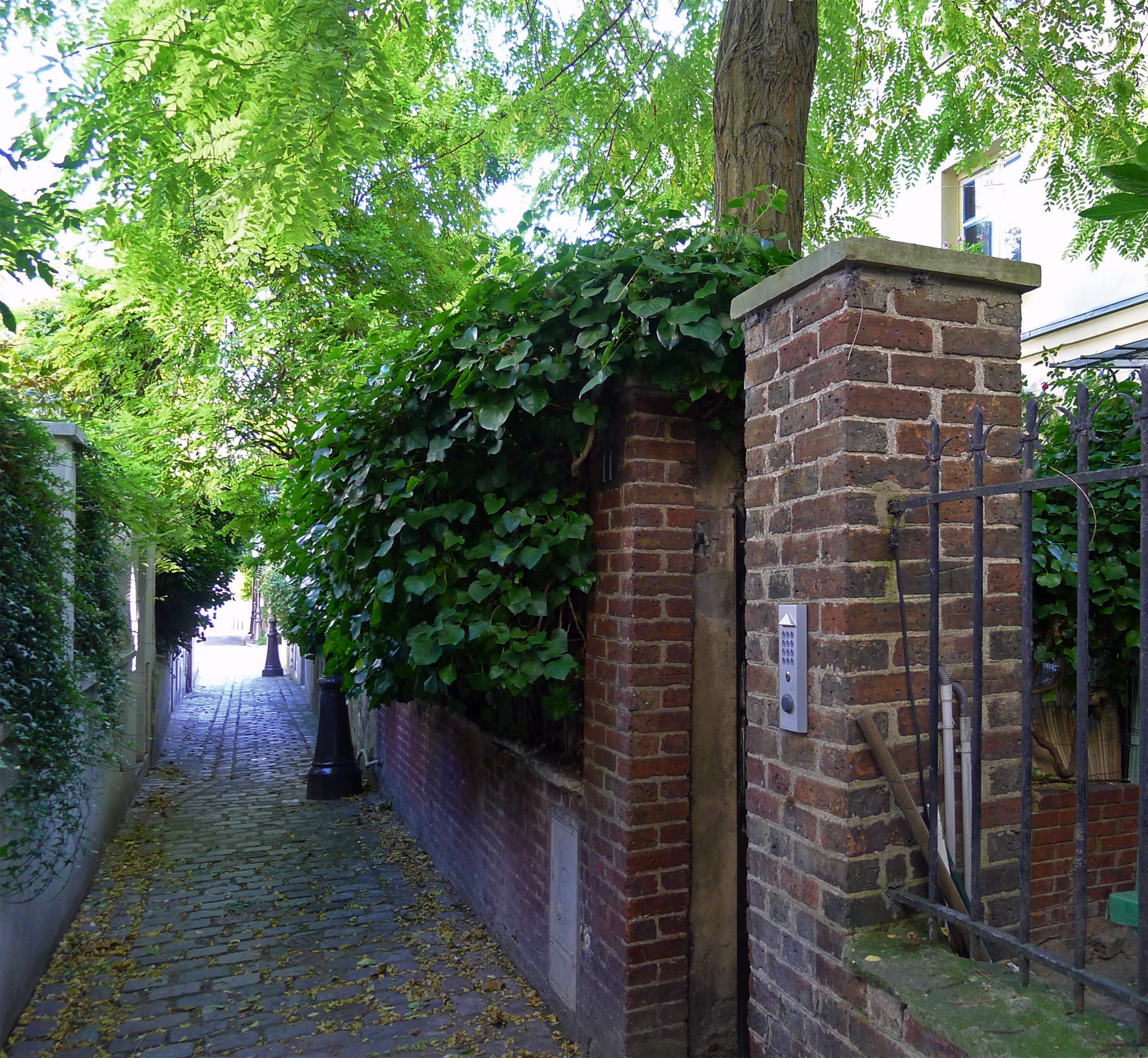
Seconde partie.

Cette voie présente la particularité d'être bordée de maisons de ville, certaines dans un état proche de l'abandon, parfois décorées de statues ou de peintures. Quelques graffitis d'ailleurs s'affichent sur les murs.

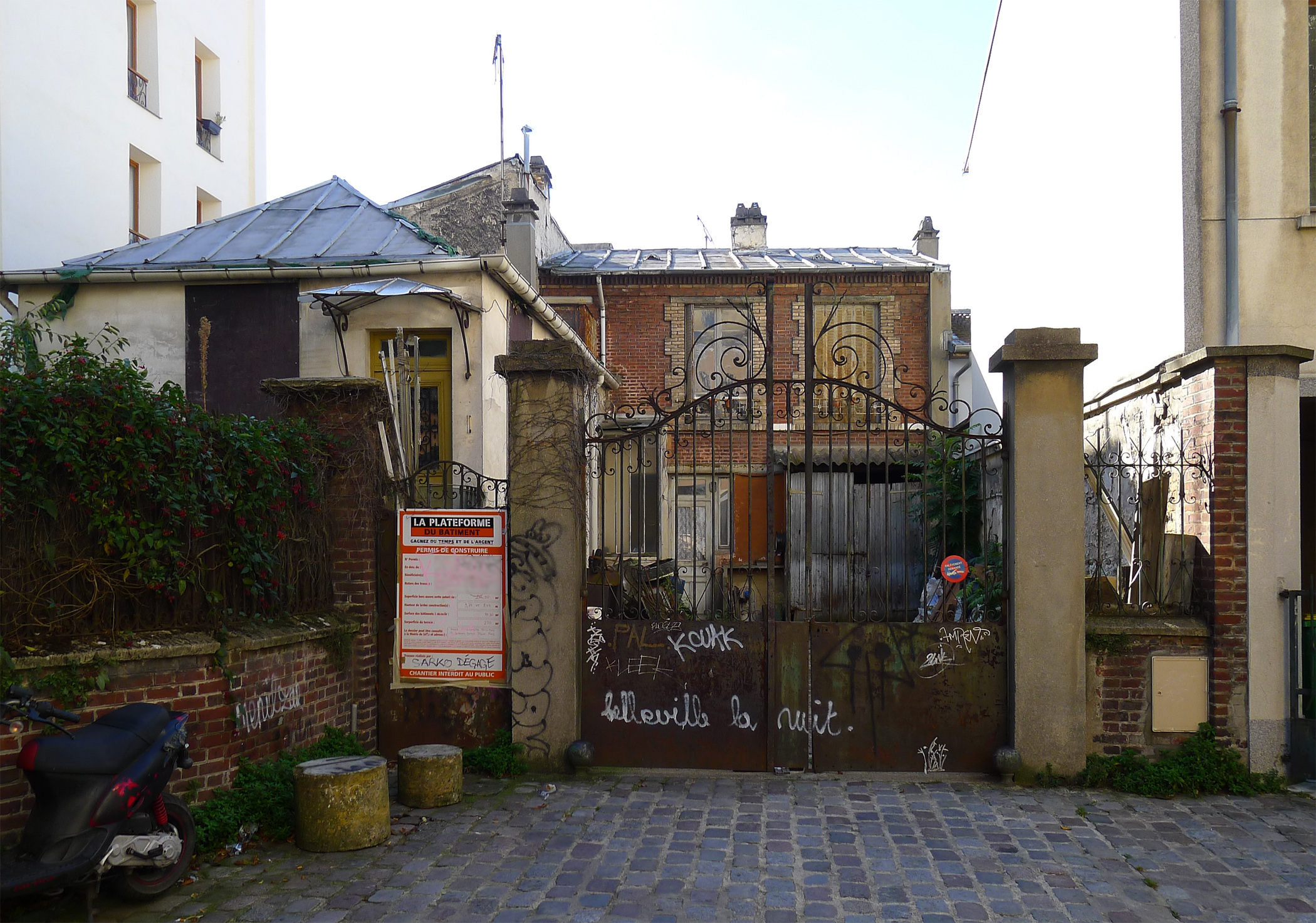
Vieille maison.
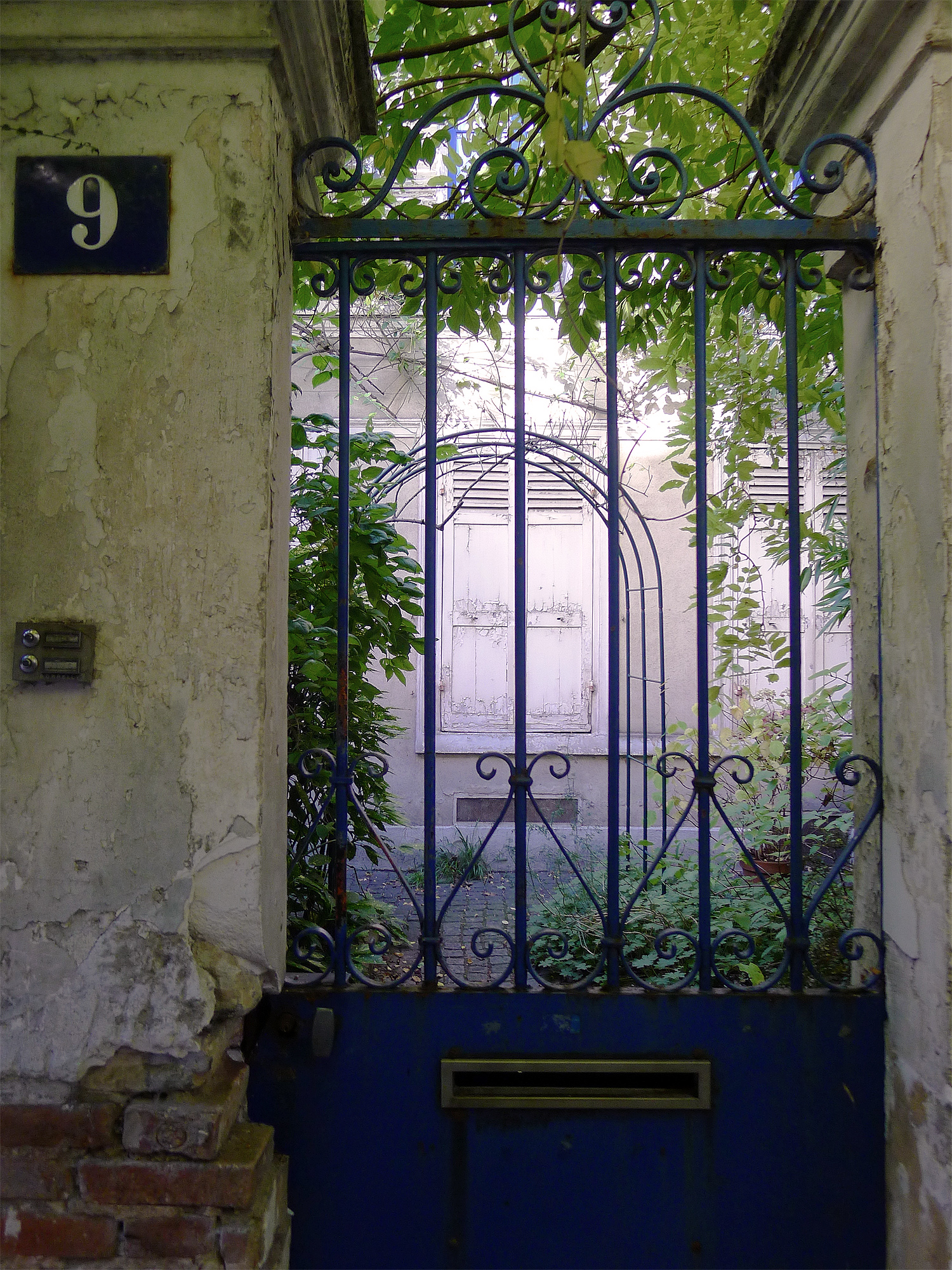
Maison fermée.

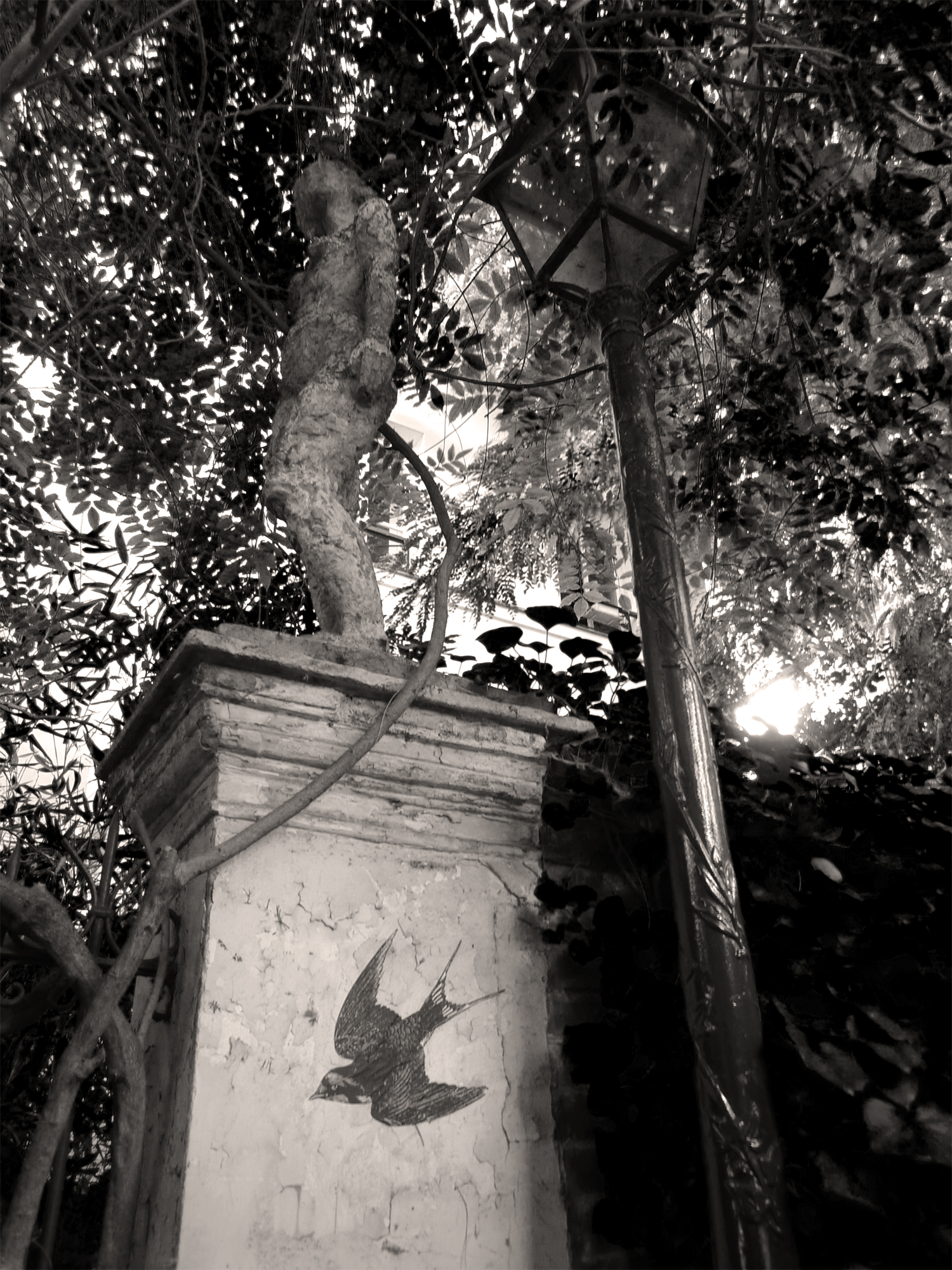
Décoration.
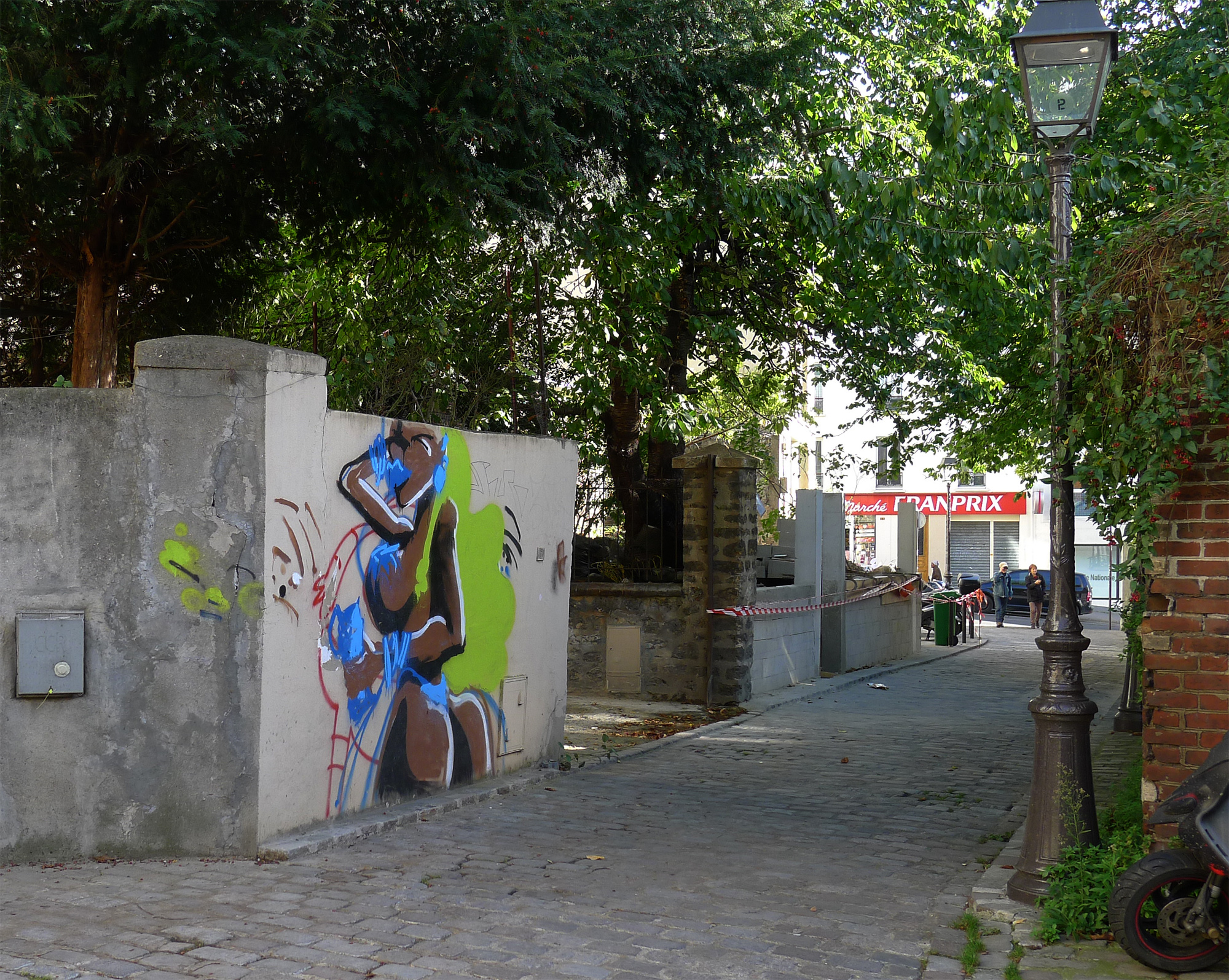
Graffitis.
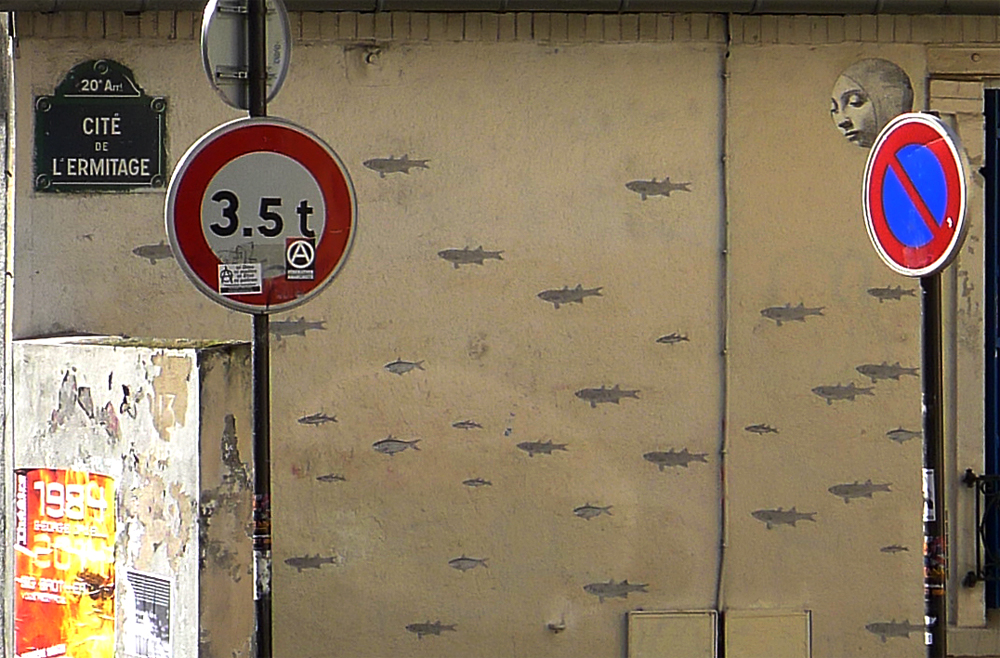
Décoration à l'entrée de la cité.

## Origine du nom
Elle porte ce nom en raison du voisinage de la rue de l'Ermitage.

## Historique
Initialement dénommée « voie D/20 », elle prend son nom actuel par un décret municipal en date du 16 juillet 1981.

## Personnalités
- Léon Gaudeaux (1893-1947), artiste peintre, y vécut.